# Calle 50 (línea West End)
La estación Calle 50 es una estación en la línea West End del Metro de Nueva York de la división A del Interborough Rapid Transit Company. La estación se encuentra localizada en Borough Park en Brooklyn entre la calle 50 y la avenida New Utrecht. La estación es servida en varios horarios por los trenes del Servicio  y .

## Enlaces externos

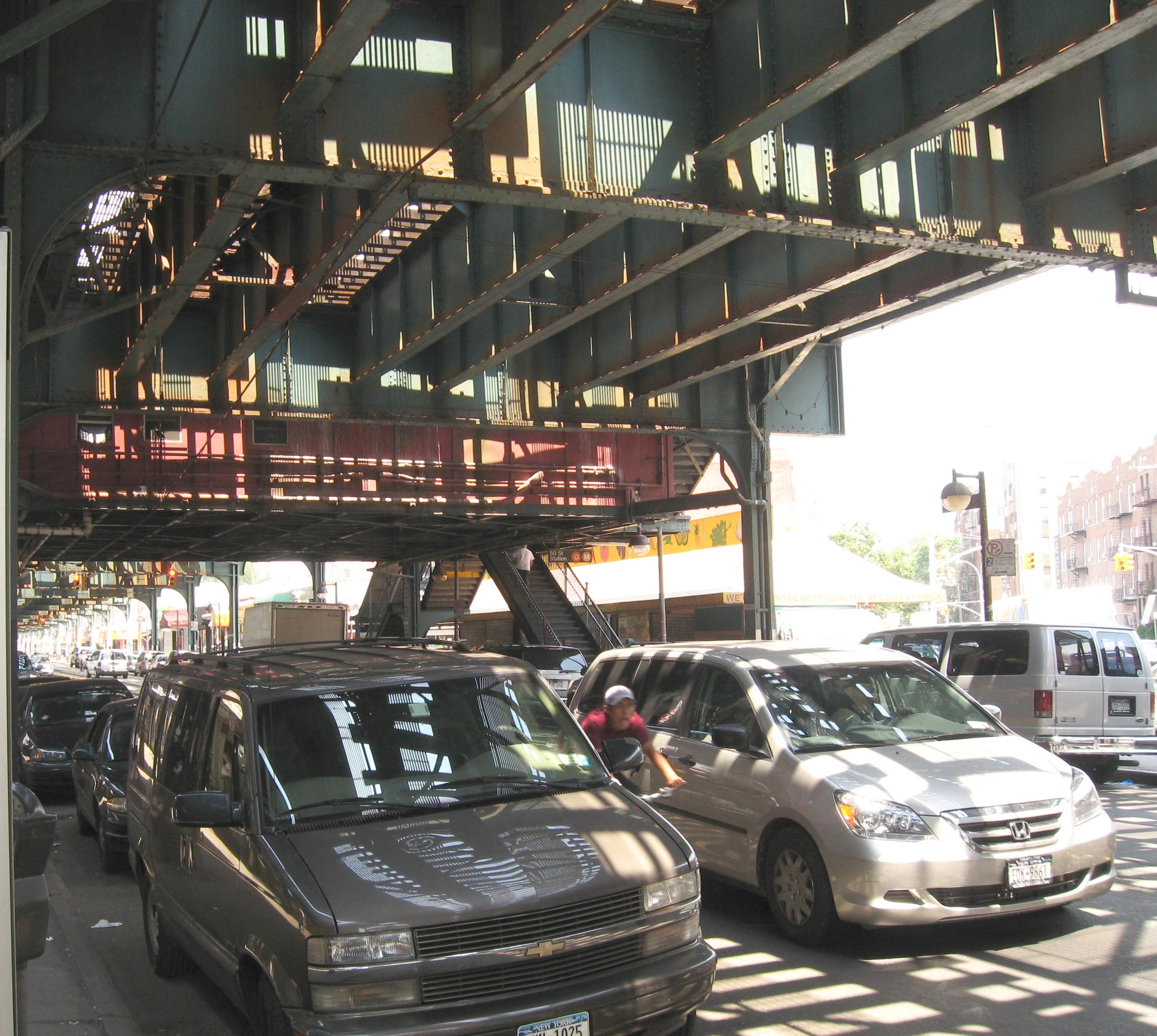
Escalera